# Employee Relationship Management
I sistemi di Employee Relationship Management (sigla ERM; traducibile come "gestione relazioni con gli impiegati") sono sistemi che supportano la gestione delle relazioni con i collaboratori di una azienda:  nascono dall'idea che una gestione più attenta delle relazioni con i collaboratori può portare a benefici aziendali.
I campi di applicazione di questi sistemi sono molti e, in analogia a quanto avviene con i sistemi di Customer relationship management per i clienti di un'azienda, tendono a seguire il collaboratore lungo tutto il ciclo di vita della prestazione d'opera dello stesso all'azienda.
Nella categoria vengono quindi inclusi sia sistemi informatici a supporto della ricerca dei collaboratori che sistemi a supporto del monitoraggio delle attività degli stessi, come anche sistemi per la gestione e valorizzazione del personale.
La linea evolutiva dei sistemi ERM ha visto sempre più affermarsi, ultimamente, sistemi informativi che permettono al collaboratore di accedere direttamente alle informazioni allo stesso pertinenti in modalità self-care.